# Esosammina

Struttura molecolare dell'α-D- glucosammina.

Le esosammine sono amminozuccheri ottenuti dalla sostituzione di un gruppo ossidrilico (-OH) con un gruppo amminico (-NH2) sul carbonio numero 2 della molecola di uno zucchero esoso. 
Tra le esosammine oggi si annoveranno i seguenti: 
- Fruttosammina (basato sulla struttura molecolare del fruttosio)
- Galattosammina (basato sulla struttura molecolare del galattosio)
- Glucosammina (basato sulla struttura molecolare del glucosio)
- Mannosammina  (basato sulla struttura molecolare del mannosio)

## Origine e Diffusione
Le esosammine si trovano in natura libere o coniugate, sia negli organismi animali superiori (nei tessuti e nei fluidi), che come prodotti di alcuni batteri. La parte zuccherina del latte dei mammiferi contiene esosammine. Il carapace degli insetti è costituito da chitina che a sua volta è un polimero formato dalla N-acetil-glucosammina. La N-acetil-mannosammina-6-fosfato è il precorsore dell'acido sialico.
La biosintesi negli organismi superiori prevede come base di partenza il fruttosio-6-fosfato a cui viene sostituito l'idrossile del carbonio 2 con un gruppo amminico. Soventemente il gruppo amminico si trova acetilato.
Si ottengono dall'idrolisi acida di composti di origine animale come le glucoproteine.

## Uso
L'analisi quantitativa delle esosammine tanto nei tessuti quanto nei fluidi fisiologici ha utilità medica. 
Alcune esosammine hanno attività farmacologica e trovano impiego in terapia.

### Analisi
Dalla prima metà del secolo si sono sviluppati diversi metodi di analisi e riconoscimento chimico, a partire da metodi colorimetrici sino agli ultimi metodi cromatografici.

## Metodo Elson Morgan
L'analisi chimica qualitativa e quantitativa delle esosammine parte dagli studi di Elson e Morgan che descrivono la reazione fra l'esosammina e l'acetilacetone in ambiente basico con formazione di un composto pirrolico; quindi la condensazione del pirrolo formatosi con la p-dimetilamminobenzaldeide, meglio noto come reattivo di Ehrlich, a formare un composto colorato. Comunemente si parla di metodo di Elson Morgan per quanto riguarda l'analisi colorimetrica delle esosammine nel complesso, e di reazione di Elson Morgan in riferimento alla sola reazione fra l'amminozucchero e l'acetilacetone.